# Boqueirão do Piauí
Boqueirão do Piauí là một đô thị thuộc bang Piauí, Brasil. Đô thị này có diện tích 281,194 km², dân số năm 2007 là 6434 người, mật độ 22,88 người/km².